# A Pyrrhic Existence
A Pyrrhic Existence è il settimo album in studio del gruppo musicale funeral doom Esoteric, pubblicato nel 2019 dalla Season of Mist.

## Tracce
1. Descent – 27:39
2. Rotting in Dereliction – 15:51
3. Antim Yatra – 4:40
4. Consuming Lies – 15:16
5. Culmination – 19:03
6. Sick and Tired – 15:46

## Formazione
- Greg Chandler - voce, tastiere, chitarra
- Gordon Bicknell - chitarra, tastiere
- Jim Nolan - chitarra, tastiere
- Mark Bodossian - basso
- Joe Fletcher - batteria